# هوکسی
هوکسی (به لاتین: Houxi) یک شهرک در جمهوری خلق چین است که در جیمای واقع شده‌است.